# Коти (Ријети)
Коти је насеље у Италији у округу Ријети, региону Лацио.
Према процени из 2011. у насељу је живело 17 становника. Насеље се налази на надморској висини од 637 м.